# Tachygerris piedemontanus
Tachygerris piedemontanus – gatunek nawodnych pluskwiaków różnoskrzydłych z rodziny nartnikowatych i podrodziny Gerrinae.

## Taksonomia
Gatunek ten opisany został po raz pierwszy w 2017 roku przez Silvię P. Mondragón-F., Fredy’ego Molano i Irinę Morales na podstawie pojedynczego samca odłowionego w 2010 roku. Jako miejsce typowe wskazano Vereda el Cairo w kolumbijskim departamencie Boyacá. Epitet gatunkowy oznacza „podgórski” i nawiązuje do ukształtowania terenu w miejscu typowym.

## Morfologia
Samiec osiąga 5,6 mm długości ciała. Głowa jest jasnożółta z brązowymi kropkami o podłużnym kształcie. Czułki są jasnobrązowe z wyjątkiem członu czwartego, który jest ciemnobrązowy z żółtą kropką przed wierzchołkiem. Na tylnej krawędzi jasnożółtego przedplecza występują srebrzyste włoski. Tułów ma na mezopleurach po trzy podłużne paski brązowej barwy. Półpokrywy są jasnobrązowe z ciemniejszymi żyłkami i  przerzedzonym, srebrzysto-brązowym owłosieniem sięgającym nieco poza nasadową połowę. Panewki bioder środkowej i tylnej pary odnóży mają łatki srebrzystego owłosienia. Odnóża są jasnożółte z brązowymi wierzchołkami goleni i stóp. Przednia para odnóży ma uda silnie zakrzywione nieco za nasadową ⅓ oraz zaopatrzone w gęsto i ciemno owłosiony guzek w nasadowej ⅓ długości. Odwłok ma drugi tergit żółty, tergity trzeci i czwarty żółte z pełnym nakrapianiem, tergity od piątego do siódmego żółte z kropkami po bokach, a tergit ósmy pomarańczowy. Na listewkach brzeżnych drugiego i trzeciego segmentu odwłoka występują ciemnopomarańczowe kropki. Ósmy sternit jest niemal prostokątny. Niemal owalny pigofer ma długie szczecinki w częściach tylno-bocznych oraz zaokrąglony wyrostek na krawędzi grzbietowej. Proktiger pośrodkowo jest prawie prostokątny, zaś brzusznie jest silnie wystający z zaokrąglonym szczytem i długimi szczecinkami po bokach. W wezyce znajduje się mały, Y-kształtny skleryt nasadowy, owalnie łukowaty skleryt grzbietowy, dwa długie i szerokie skleryty boczne oraz grzbietowe i boczne skleryty dodatkowe.

## Rozprzestrzenienie
Owad neotropikalny, endemiczny dla Kolumbii, znany tylko z lokalizacji typowej. Zamieszkuje przedgórza Andów.